# 和歌山県立医科大学附属病院
和歌山県立医科大学附属病院（わかやまけんりついかだいがくふぞくびょういん、英文名称：Wakayama Medical University Hospital）は、和歌山県和歌山市紀三井寺にある公立大学法人和歌山県立医科大学に附属する大学病院。県内唯一の特定機能病院である。
高度救命救急センター、がん診療連携拠点病院、周産期母子医療センター設置病院、エイズ治療拠点病院、医師の卒後臨床研修指定病院、和歌山県災害拠点病院でもある。
分院として伊都郡かつらぎ町に和歌山県立医科大学附属紀北分院がある。

## 概要
- 設置者 - 公立大学法人和歌山県立医科大学
- 所在地 - 和歌山県和歌山市紀三井寺811-1
- 開設日 - 1945年（昭和20年）4月1日

### 施設概要
- 地下1階・地上13階・塔屋2階、高さ 約59m
- 構造 - 地下部：鉄骨鉄筋コンクリート構造、地上部：鉄骨構造
- 建築面積 - 10,992.82m2
- 建築延面積 - 84,530.76m2
- 病床数 - 800床（一般760床、精神40床）

## 沿革
- 1954年（昭和29年）6月1日：和歌山市七番丁（現在のダイワロイネットホテル和歌山付近）に開院
- 1999年（平成11年）：紀三井寺競馬場跡地に移転
- 2001年（平成13年）：救命救急センター設置
- 2003年（平成15年）：ドクターヘリ就航
- 2006年（平成18年）4月1日：公立大学法人和歌山県立医科大学による運営となる
- 2011年（平成23年）：高度救命救急センター指定
- 2014年（平成26年）：血管内治療と外科治療が同室でできるハイブリッド手術室を開設[1]

## 不祥事
- ミルク点滴事件[2][3]
  - 1994年（平成6年）10月11日：入院中の女児の静脈にミルクが誤注入される医療事故が発生する。女児は一ヶ月後に死亡。看護師は上司へ医療ミスを報告するも、病院側は家族へ説明せず
  - 1997年（平成9年）2月：医療事故が発覚。改竄を命じた犯人は不明ではあるが、組織的な事故隠しとして300万円の示談で遺族と和解。
  - 1999年（平成11年）6月：担当助教授が改竄を命じたという内容とともに事件の詳細がカルテ、担当医の写真、会議の音声などとともにホームページに公開される。
  - 2000年（平成12年）3月：事故当時助手として働いていた医師が私文書偽造、窃盗、名誉棄損容疑で逮捕される。
  - 2003年（平成15年）2月：和歌山地裁にて、逮捕された医師に懲役２年、執行猶予３年の有罪判決がくだる。

- 覚醒剤ミルク混入事件
  - 1996年（平成8年）7月7日：乳幼児用のミルクポットに覚醒剤が混入され、4人が中毒症状を起こす。被害乳児の検査用血液が紛失するなどの事件が続くが、犯人不明のまま事件の捜査が終結する。[4][5][6]

## 診療科
- 糖尿病・内分泌代謝内科
- 消化器内科
- 呼吸器・アレルギー内科
- 循環器内科
- 血液内科
- 神経内科
- 小児科
- 神経精神科
- 皮膚科
- 放射線科

- 心臓血管外科・呼吸器外科・乳腺外科
- 消化器外科・内分泌・小児外科
- 脳神経外科
- 整形外科
- リハビリテーション科
- 麻酔科
- 産科・婦人科
- 泌尿器科
- 耳鼻咽喉科
- 眼科
- 歯科口腔外科
- 救急科

## フロア
| ヘリポート                                                | ヘリポート                                                | ヘリポート | ヘリポート             | ヘリポート                                   |
| 脳神経外科                                                | 西棟                                                      | 12F        | 東棟                   | 糖尿病・内分泌・代謝内科・神経内科           |
| 呼吸器内科、腫瘍内科、リウマチ・膠原病科                  | 西棟                                                      | 11F        | 東棟                   | 消化器内科、放射線科                         |
| 眼科、皮膚科、整形外科                                    | 西棟                                                      | 10F        | 東棟                   | 小児医療センター                             |
| 泌尿器科、歯科口腔外科                                    | 西棟                                                      | 9F         | 東棟                   | 消化器・内分泌・小児外科                     |
| 整形外科                                                  | 西棟                                                      | 8F         | 東棟                   | 耳鼻咽喉科                                   |
| 循環器内科、高度救命救急センターCCU                       | 西棟                                                      | 7F         | 東棟                   | 心臓血管外科・呼吸器外科・乳腺外科・腎臓内科 |
| 総合周産期母子医療センター NICU、産科・MFICU              | 西棟                                                      | 6F         | 東棟                   | 産婦人科、腎臓内科、消化器・内分泌・小児外科 |
| 血液内科、緩和ケア                                        | 西棟                                                      | 5F         | 東棟                   | 神経精神科                                   |
| 高度救命救急センターICU・HCU/SCU 血液浄化センター（透析） | 高度救命救急センターICU・HCU/SCU 血液浄化センター（透析） | 4F         | 中央手術部             | 中央手術部                                   |
| 内科系外来                                                | 内科系外来                                                | 3F         | 中央検査部             | 中央検査部                                   |
| 外科系外来                                                | 外科系外来                                                | 2F         | 中央放射線部・内視鏡部 | 中央放射線部・内視鏡部                       |
| 救急外来（高度救命救急センターER）                        | 救急外来（高度救命救急センターER）                        | 1F         | 売店など               | 売店など                                     |
| --------------------------------------------------------- | --------------------------------------------------------- | ---------- | ---------------------- | -------------------------------------------- |

なお、13階にはレストランがある。

## 高度救命救急センター
高度救命救急センターは、1989年にICU病棟を中心とした高度集中治療センターとして開設、1999年にERと日本型3次救急医療の機能を加え、翌2000年に救命救急センターに指定（2011年には高度救命救急センターとして認可）。和歌山県内には地理的条件により高次医療機関までのアクセスが困難な地域も多く、県全体の救急診療･地域医療をさらに充実させるため2003年にはドクターヘリコプターの運航を開始。1次〜3次救急疾患を24時間体制で収容している。
厚生労働省が行っている救命救急センター充実段階評価で常に上位を維持している。

### 専門分野
- ショック･CPAOA･急性呼吸不全･急性循環不全･慢性疾患急性転化などの各種緊急病態
- 外因性疾患：多発外傷（各臓器/骨軟部脊椎損傷）、重症熱傷、急性中毒、異物･窒息･溺水、熱中症･低体温症･減圧症 など
- 内因性疾患：重症感染症、脳血管障害、内分泌代謝障害、急性肺障害、急性冠症候群、肝不全、腎不全、重症膵炎、腸管壊死、大量出血（吐下血･喀血･腹腔内/後腹膜出血など）、脊椎･神経筋疾患 など

### 診療体制
- Walk-in患者も含め1次〜3次救急傷病者を収容（24時間対応）
- ドクターヘリコプター基地病院（8時〜日没）
- ER：処置ベッド5床（うち陰圧診察室1床）、オーバーナイトベッド12床
- ICU：10床、HCU/SCU：15床、CCU：5床、専用一般病床：21床

### ER（Emergency Room）
病院1階に位置し、1次〜3次までの救急傷病者の初期診療にあたる救急外来。
重症処置ベッド5床（うち陰圧処置室1床）とオーバーナイトベッド12床を有し、加えて一般診察室と眼科･耳鼻科･歯科の特殊診察室がある。単純X線写真と64列CT撮影室（2011年2月導入）が重症処置ベッドに隣接している。
オーバーナイトベッドは、かかりつけ病院での診療が困難な場合などに、病状に応じてERで翌日勤帯まで観察後かかりつけ病院などへ転送できるシステムで、周辺各病院に協力を依頼し、2012年1月より運用している。
また2012年2月からはDSA（Digital Subtraction Angiography）可能な透視装置が新たに設置され、外傷を中心に超重症傷病者に対する迅速なDamage Control Surgery/TAEをERで行うこともある。
その他、通常の透視によるイレウスロングチューブ挿入･各種経皮的ドレナージ･骨整復などの処置も可能。また上部/下部消化管内視鏡･気管支内視鏡や移動可能な人工呼吸器（NPPV可能）･PCPS装置もER内に常備しており、迅速対応が可能。

### ICU（Intensive Care Unit）・HCU（High Care Unit）/SCU（Stroke Care Unit）・CCU（Coronary Care Unit）
ERでの初期診療後に救急患者が入室する病棟で、重症度や疾患に応じてICU（超重症）、HCU（中等症）/SCU（脳血管障害）、CCU（心臓血管疾患、急性冠症候群など）に分かれている。人工呼吸管理･循環補助治療･急性血液浄化療法などの特殊治療を行い、院内全ての内科系･外科系診療科患者が急変･重症化した際に最適な全身管理をうけられるよう医師が24時間体制で集中治療管理を行っている。

## 交通アクセス
- JR紀勢本線紀三井寺駅下車 徒歩約8分
- 南海和歌山市駅、JR和歌山駅から和歌山バス医大病院行きに乗車し、医大病院停留所（病院敷地内）下車。もしくは県庁前経由のマリーナシティ/海南駅前行きに乗車し、「医大病院前」停留所（病院前の国道42号線沿い）下車すぐ。もしくは新手平経由のマリーナシティ/海南駅前行きに乗車し、「医大病院東口」停留所（病院東の国体道路沿い）下車、徒歩約5分。

## 近隣施設
- 日本赤十字社和歌山医療センター
- 和歌山労災病院（労働者健康福祉機構）
- 紀三井寺
- ポルトヨーロッパ
- 紀三井寺運動公園陸上競技場
- 和歌山県営紀三井寺野球場
- 秋葉山公園県民水泳場
- 和歌浦天満宮